# Breezer Aircraft

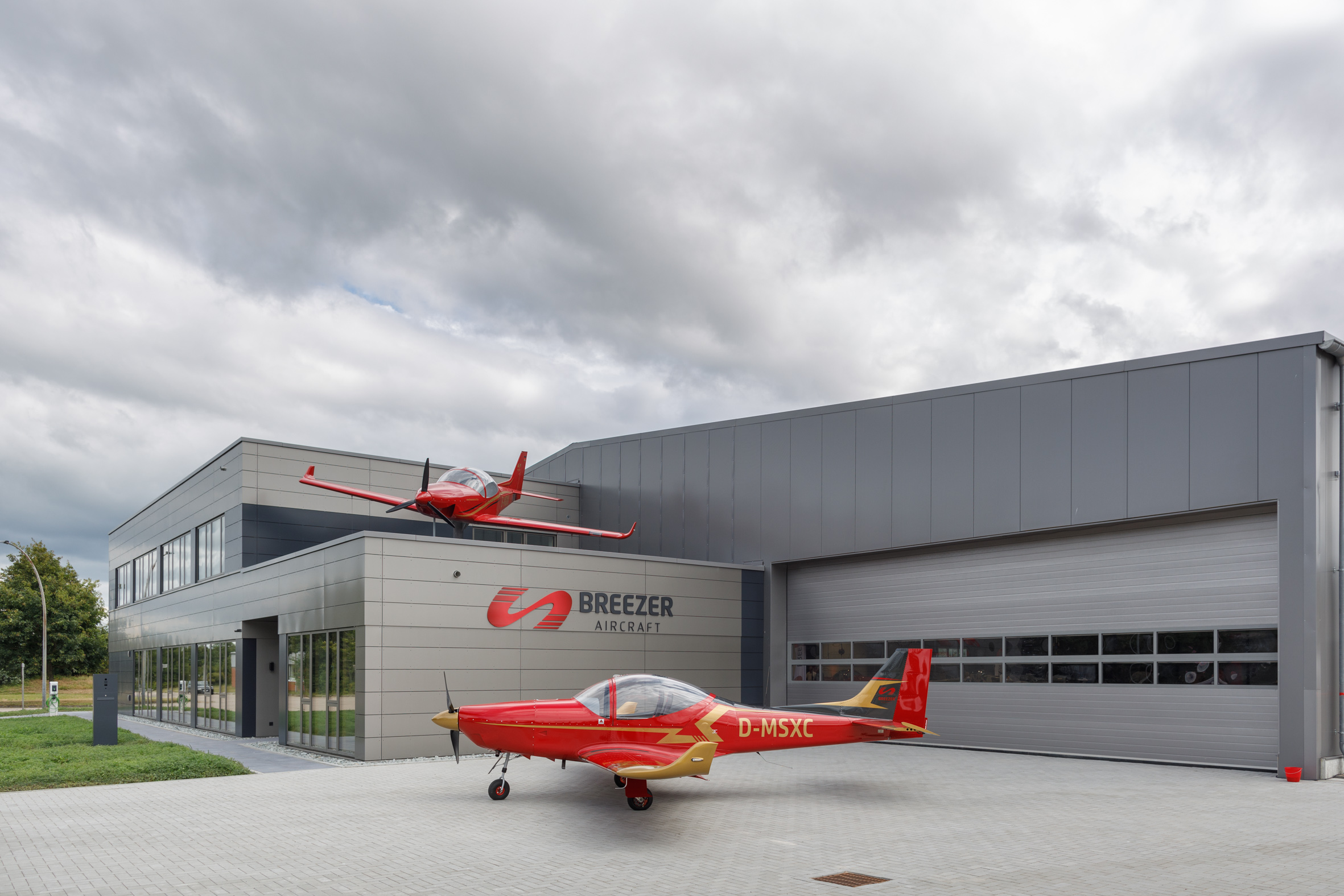
Der Hauptsitz des Unternehmens ist in Bredstedt.

Breezer Aircraft ist ein Produzent von Ultraleichtflugzeugen aus Schleswig-Holstein. Der Unternehmenssitz und die Betriebsstätte befinden sich in Bredstedt.

## Geschichte
In den 1990er Jahren entwickelte der Ingenieur Ralf Magnussen ein aerodynamisch entwickeltes Leichtflugzeug, das später als Aerostyle Breezer bezeichnet wurde. Der Erstflug des Prototyps fand am 27. Dezember 1999 statt. Zunächst wurden wenige Exemplare des Flugzeugs gebaut oder als Selbstbaukästen ausgeliefert (teilweise von Comco Ikarus vertrieben), bis im Jahr 2006 der Unternehmer Dirk Ketelsen das Start-Up-Unternehmen übernahm, ein neues Unternehmen (Breezer Aircraft) mit Sitz in Bredstedt gründete und die Serienfertigung des Flugzeugs übernahm.
Im weiteren Verlauf entwickelte Breezer Aircraft aus dem Prototyp verschiedene in Serie produzierte Modelle, die vom Ursprungsmodell abgeleitet wurden. Im Jahr 2022 wurde mit dem Modell Breezer Sport schließlich ein neuentwickeltes Modell vorgestellt.
Im August 2022 weihte Breezer Aircraft eine neue Fertigungsstätte in Bredstedt ein.

## Unternehmensstruktur
Hauptgeschäftsfeld von Breezer Aircraft ist die Entwicklung und Produktion von Leichtflugzeugen sowie Servicearbeiten wie Wartung, Reparaturen und Ersatzteilversorgung für diese Flugzeuge. Darüber hinaus betreibt Breezer Aircraft ein Ausbildungs- und Trainingszentrum für angehende Flugausbilder und Piloten von Leichtflugzeugen. Darüber hinaus tritt das Unternehmen auch als Vermittler von Finanzierungsdienstleistungen und Versicherungen auf.

## Flugzeuge

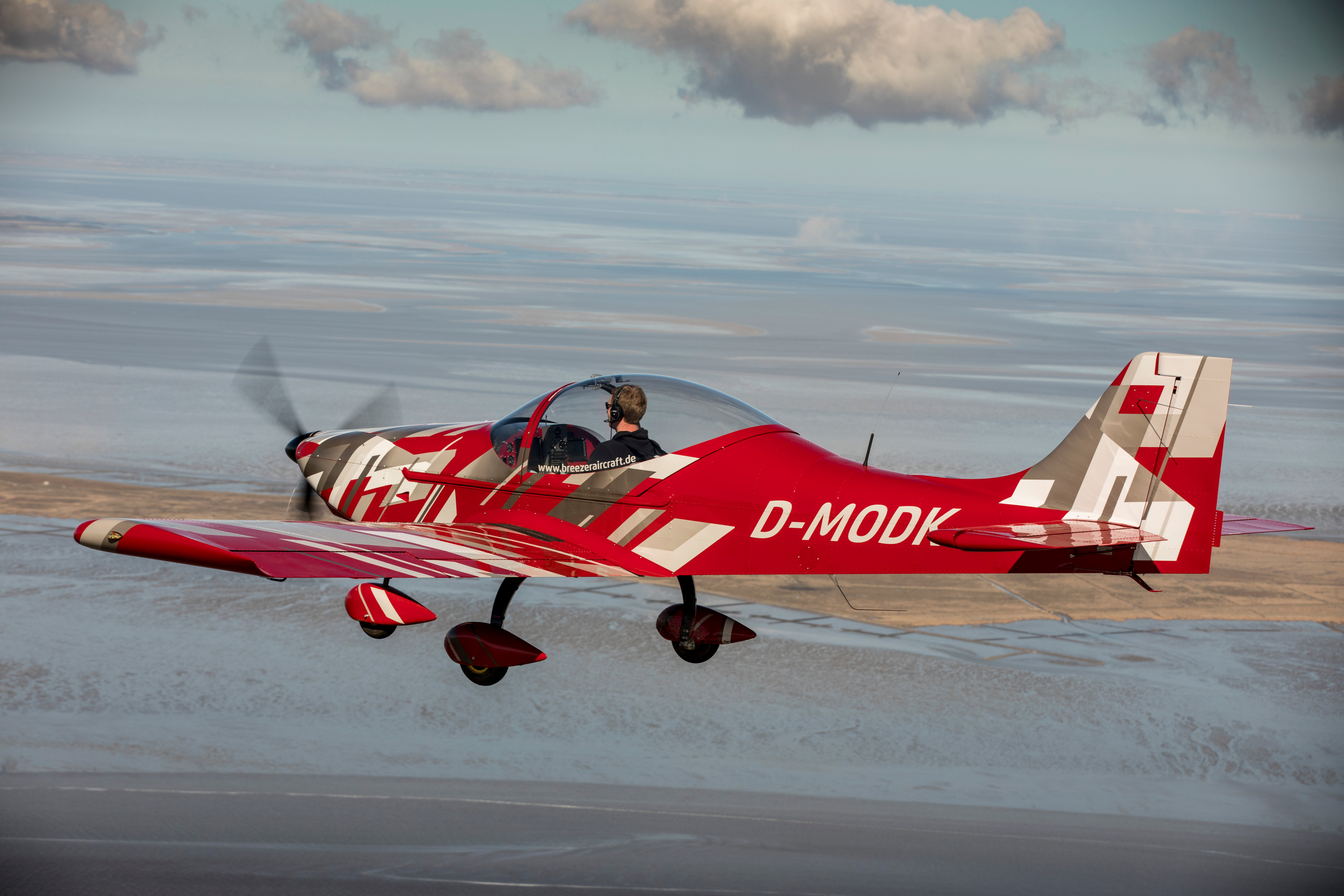
Breezer Aircraft B400-6, 600 kg UL

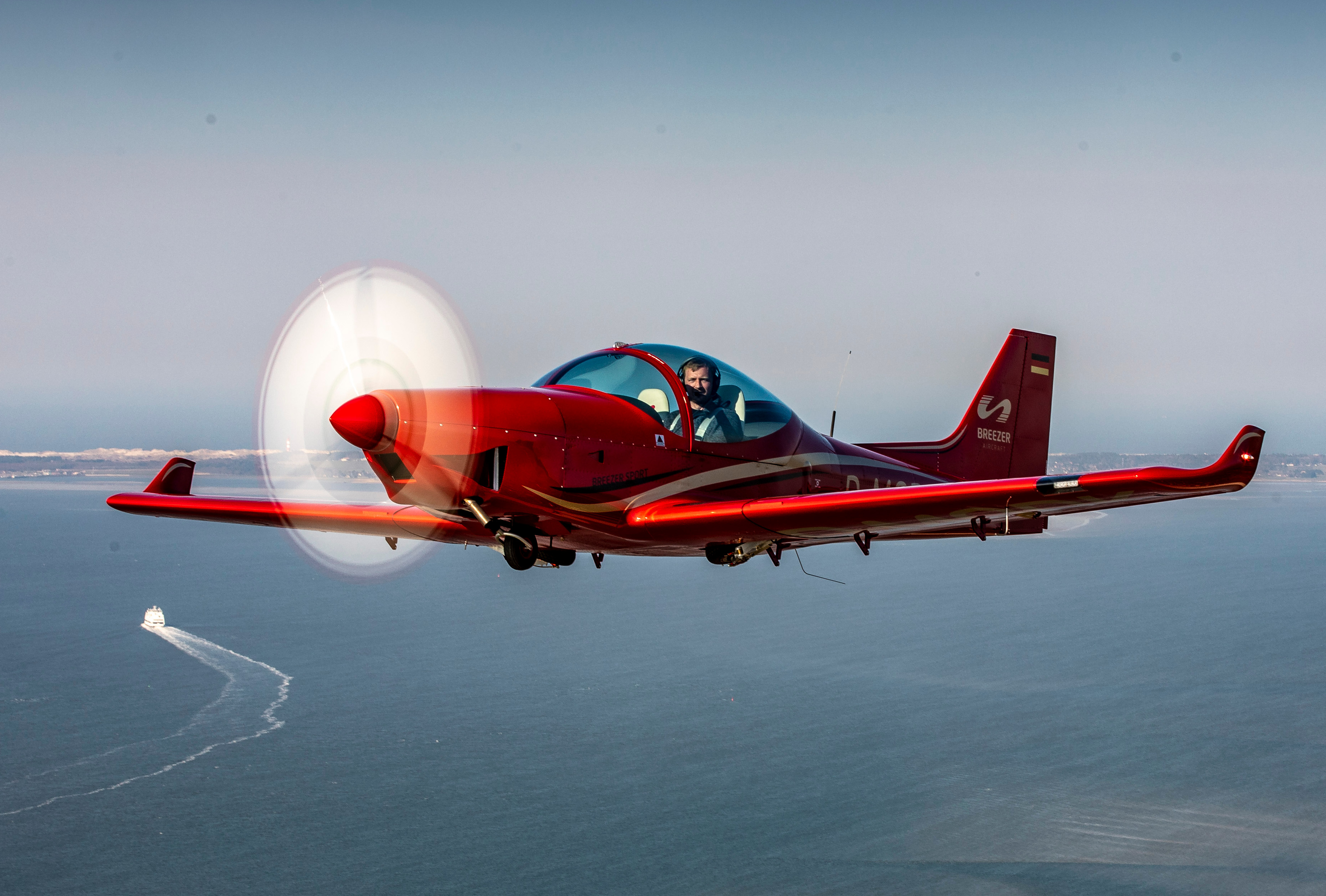
Breezer Sport – Ultraleichtflugzeug, 600 kg

In der Anfangszeit entstanden durch die Einzelbauweise viele verschiedene Varianten des ersten Prototyps, die sich u. a. in der Motorisierung unterschieden. Mit der Serienproduktion ab 2006 wurden die Modellbezeichnungen vereinheitlicht. Die vom ursprünglich entwickelten Modell abgeleitete Modellreihe wurde dabei als Breezer B400 bezeichnet, wobei zwischenzeitlich verschiedene Bezeichnungen für abgewandelte Versionen (bspw. Breezer B600) existierten.
Mit Stand Februar 2024 werden von Breezer Aircraft die folgenden Modellreihen in teilweise verschiedenen Ausführungen angeboten:
- Breezer B400-6 als Entwicklung der originären Aerostyle Breezer, erhältlich in diversen Ausführungen, bspw. als Club mit vereinfachter Ausstattung
- Breezer B850
- Breezer Sport

## Flugplatz
Das Unternehmen betreibt in Kooperation mit dem Luftsportverein Nordfriesland das Ultraleichtfluggelände Bredstedt im Nordosten der Stadt Bredstedt. Die Zulassung als Start- und Landebahn besteht für Ultraleichtflugzeuge Leichtflugzeuge (Echo-Klasse) bis zu einem Höchstabfluggewicht von 600 kg. Bei der Landebahn handelt es sich um eine Graspiste von ca. 420 × 30 m. Auf der Hälfte der Landebahn ist zusätzlich ein 15 m breiter Terra-Grid-Streifen eingelassen. Der Luftsportverein ist am Flugplatz mit Hangars und einem Vereinsheim vertreten. Die Betriebsgenehmigung als Flugplatz wurde im Tausch mit dem vorhergehenden Landeplatz des Vereins in der Nachbargemeinde Bordelum erteilt.